# Menachem Ariav
Menachim Ariav (geboren am 18. Juni 1929 in Rumänien; gestorben am 6. Oktober 2017) war von 1977 bis 2008 Oberbürgermeister von Nazareth-Illit (heute Nof HaGalil), der 1957 gegründeten jüdischen Stadt neben dem arabischen Nazareth.
Ariav gehörte der Partei Kadima an. Seit 1977 wurde er sechsmal wiedergewählt, die Stadt wuchs in dieser Zeit von 28.000 auf 55.000 Einwohner an. Ariav förderte die Einwanderung von Juden nach Israel sehr stark. Dies führte zu Konflikten mit den umliegenden, meist von israelischen Arabern bewohnten Gemeinden, da die Stadt auf deren Kosten auch flächenmäßig wuchs.
1980 war Ariav die treibende Kraft bei der Städtepartnerschaft mit Leverkusen. 1999 wurde er durch die Stadt zum Ehrenbürger ernannt.
2003 war er einer der Initiatoren bei der Gründung der Union in Rumänien geborener Juden (AMIR), die als Dachverband für alle rumänisch-jüdischen Organisationen und Einzelpersonen dienen soll.
Im Juni 2005 boykottierte er eine Konferenz zur weiteren Entwicklung von Galiläa, weil arabische Vertreter nicht eingeladen worden waren.